# Риччи, Луиджи
Луиджи Риччи (итал. Luigi Ricci; 8 июля 1805 года, Неаполь, королевство Неаполь — 31 декабря 1859 года, Прага, Австрийская империя) — итальянский композитор; старший брат композитора Федерико Риччи.

## Биография
Луиджи Риччи 8 июля 1805 года в Неаполе, в королевстве Неаполь. Музыкальное образование получил в консерватории Сан-Себастьяно в Неаполе, где учился у Джованни Фурно и Николы Цингарелли. Ещё во время обучения в 1823 году написал свою первую оперу «Импресарио в бедственном положении» (итал. L'impresario in angustie).
Композитор приобрёл известность в 1831 году, после премьеры на сцене театра в «Ла Скала» оперы «Клара фон Розенберг» (итал. Chiara di Rosembergh). В 1834 году ещё одна его опера «Приключения Скарамуша» (итал. Un'avventura di Scaramuccia) сделала его известным по всей Европе. С 1835 года в соавторстве с братом, композитором Федерико Риччи, он написал четыре оперы.
В 1838 году постановка оперы «Женитьбы Фигаро» (итал. Le nozze di Figaro) в театре «Ла Скала» провалилась, и у Луиджи Риччи начались финансовые проблемы, увеличившиеся из-за экстравагантного образа жизни композитора. По этой причине, он был вынужден принять приглашение на место капельмейстера в соборе Сан-Джусто в Триесте, а также место учителя игры на клавесине в «Театро-Гранде». В течение последующих семи лет он не сочинил ни одной оперы.
Затем, познакомившись и влюбившись в близнецов Франциску и Людмилу Штольц, сестёр оперной певицы Терезы Штольц, композитор написал для них оперу «Одинокая из Астурии» (итал. La solitaria delle Asturie), премьера которой состоялась в 1845 году в Одессе. По возвращении в Триест Луиджи Риччи женился на Людмиле Штольц. Затем с 1846 по 1850 год им были написаны ещё три оперы — «Призванный влюблённый» (итал. L'amante di richiamo), «Пивовар Престон» (итал. Il birraio di Preston) и «Криспино и кума» (итал. Crispino e la comare). Последняя опера, написанная совместно с братом, Федерико Риччи и получившая наибольшее признание, считается одной из лучших опер-буфф того времени.
В 1859 году Луиджи Риччи стал жертвой психического заболевания. Он умер 31 декабря 1859 года в больнице в Праге, в Австрийской империи.
Дочь композитора Лелла Риччи (1850–1871) от Людмилы Штольц стала оперной певицей, а сын Луиджи Риччи-Штольц (1852–1906) от Франциски Штольц стал композитором.

## Творческое наследие
Творческое наследие композитора включает более 30 опер.
- «Импресарио в бедственном положении» (1822)
- «Смущённый ужин» (1824)
- «Мечта сбылась» (1825)
- «Аббат Таккарелла, или Аладдин» (1825)
- «Дьявол осуждённый миром», она же «Неудачная женитьбы дьявола» (1825)
- «Лампа Эпиктета» (1827)
- «Улисс на Итаке» (1828)
- «Колумб» (1829)
- «Амина, или Сирота из Женевы» (1829)
- «Сомнамбула» (1829)
- «Фернандо Кортес, или Героиня Мексики» (1830)
- «Ганнибал в Турине» (1830)
- «Снег» (1831)
- «Клара фон Розенберг» (1831)
- «Новый Фигаро» (1832)
- «Два сержанта» (1833)
- «Приключения Скарамуша» (1834)
- «Жалобы, или Эран два или сын три» (1834)
- «Кто победит жестокого, или Медовый месяц» (1834)
- «Служанка и гусар» (1835)
- «Полковник» (1835)
- «Дезертир любви» (1836)
- «Свадьба Фигаро» (1838)
- «Кьяра де Монтальбано» (1838)
- «Одинокая из Астурии» (1845)
- «Призванный влюблённый» (1846)
- «Пивовар Престон» (1847)
- «Криспино и кума[англ.]» (1850)
- «Праздник Пьедигротты» (1852)
- «Дьявол на четверых» (1859)